# Deuce Bigalow: European Gigolo
Deuce Bigalow: European gigolo (en España Deuce Bigalow: Gigoló europeo y en Latinoamérica Gigoló por accidente en Europa) es una película de Estados Unidos dirigida por Mike Bigelow en 2005, y protagonizada por Rob Schneider, Jeroen Krabbé, Eddie Griffin, Til Schweiger y Carlos Ponce.

## Sinopsis
Deuce Bigalow (Rob Schneider), un limpiador de peceras con buen corazón, creía que ya no necesitaría volver a ser Gigoló, pero se equivocaba: su antiguo proxeneta T.J (Eddie Griffin) -que ahora vive en una casa flotante en Ámsterdam (Holanda)- se ve envuelto en una serie de crímenes de los mejores gigolós europeos. Por ello le pide a Deuce que viaje al Viejo Continente para que descubra quién es el verdadero culpable. Para ello, claro está, deberá infiltrarse como gigoló. Pero por el camino, además de coincidir con la Unión Europea de Gigolós, se encontrará con clientas anormales que harán que la misión sea más complicada de lo que parecía en un primer momento.

## Recepción
Rotten Tomatoes muestra que solo el 9% de las reseñas sobre la película son positivas.
Roger Ebert le dio a la película la muy rara clasificación de "cero estrellas", llamándola "agresivamente mala, como si quisiera causar sufrimiento a la audiencia" y en su show Ebert & Roeper la trató de "completamente despreciable." Él la clasificó como la peor película de 2005, y posteriormente la incluyó en su listado de sus películas más odiadas. En la misma serie, Richard Roeper llamó a la película "el equivalente cinematográfico de un montón de niños de 13 años en una sala de casilleros repitiendo frases sucias que acaban de aprender" y "muerto en su llegada."
Ebert también reprendió a Rob Schneider por su sobre-entusiasta defensa de la serie, refiriéndose a un incidente en el cual Patrick Goldstein, crítico de Los Angeles Times llamó a Schneider un "cómico de tercera." Schneider respondió llamando a Goldstein un "reportero pomposo y aburrido de tercera" en una carta abierta en una página completa publicada en Daily Variety y Hollywood Reporter. Schneider además reclamó que Goldstein no estaba calificado para reseñar la película ya que no era un periodista ganador del Premio Pulitzer. Ebert, habiendo ganado el Premio Pulitzer, se encargó de criticar a Schneider en su propia reseña. El culminó la reseña con la frase "tu película apesta" la cual posteriormente se volvería el título de un libro publicado por Ebert compilando reseñas de películas a las que premió por debajo de 2/4 estrellas.
Ebert y Schneider resolverían sus diferencias, y Schneider envió sus mejores deseos a Ebert durante su recuperación del cáncer de tiroides. Ebert respondió "Rob Schneider podría (en mi opinión) haber hecho una mala película. Él no es un hombre malo". Tras la muerte de Ebert, en una carta a su viuda Chaz, Schneider admitiría que la situación hizo que "revalorara que películas yo realmente quería hacer"

## Elenco
| Actor/Actriz     | Personaje                   |
| ---------------- | --------------------------- |
| Rob Schneider    | Deuce Bigalow               |
| Eddie Griffin    | T.J. Hicks                  |
| Jeroen Krabbé    | Gaspar Voorsboch            |
| Til Schweiger    | Heinz Hummer                |
| Douglas Sills    | Chadsworth Buckingham, III  |
| Carlos Ponce     | Rodrigo                     |
| Charles Keating  | Gian-Carlo                  |
| Hanna Verboom    | Eva                         |
| Alex Dimitriades | Enzo Giarraputo             |
| Kostas Sommer    | Assapopoulos Mariolis       |
| Oded Fehr        | Antoine Laconte             |
| Rachel Stevens   | Louisa, (chica sucia)       |
| Dana Goodman     | Greta (jorobada)            |
| Julia Lea Wolov  | chica orejona               |
| Zoe Telford      | Lily                        |
| Miranda Raison   | Svetlana                    |
| Kelly Brook      | Mujer hermosa en la pintura |